# Marmosa lepida
La marmosa roja menor (Marmosa lepida) es una especie de marsupial didelfimorfo de la familia Didelphidae, el más pequeño dentro del género y uno de los menos conocidos que habita en zonas aisladas en el noreste de Surinam, norte, centro y sur de Colombia, este de Ecuador, franja oriental del Perú, noroeste de Brasil y oeste de Bolivia.